# Sarah Gigante
Sarah Gigante (Melbourne, 6 oktober 2000) is een Australisch wielrenster.

## Carrière
Gigante won in 2019 op achttienjarige leeftijd het Australisch kampioenschap op de weg voor Amanda Spratt en Sarah Roy. In 2020 en 2021 reed ze voor de Amerikaanse wielerploeg Team Tibco-Silicon Valley Bank en in die jaren wist ze het Australisch kampioenschap tijdrijden te winnen. In december 2020 won ze zilver op het eerste wereldkampioenschap E-sports. In 2022 en 2023 reed ze bij het Spaanse Movistar Team. In mei 2022 won ze de Spaans-Baskische klassieker Emakumeen Nafarroako Klasikoa. In het seizoen 2023 kwam ze vanwege ziekte en blessures enkel in actie tijdens de Ronde van Scandinavië 2023 en in december 2023 won ze in eigen land twee etappes en het eindklassement van de Tour of Bright.
In 2024 maakte Gigante de overstap naar de Belgische ploeg AG Insurance-Soudal. In januari van dat jaar won ze direct een etappe en het eindklassement in de Tour Down Under. In juli 2025 won ze twee etappes in de Ronde van Italië. Een maand later brak ze bij een val tijdens een training haar dijbeen, waardoor haar seizoen beperkt bleef tot vier wedstrijden.

## Palmares

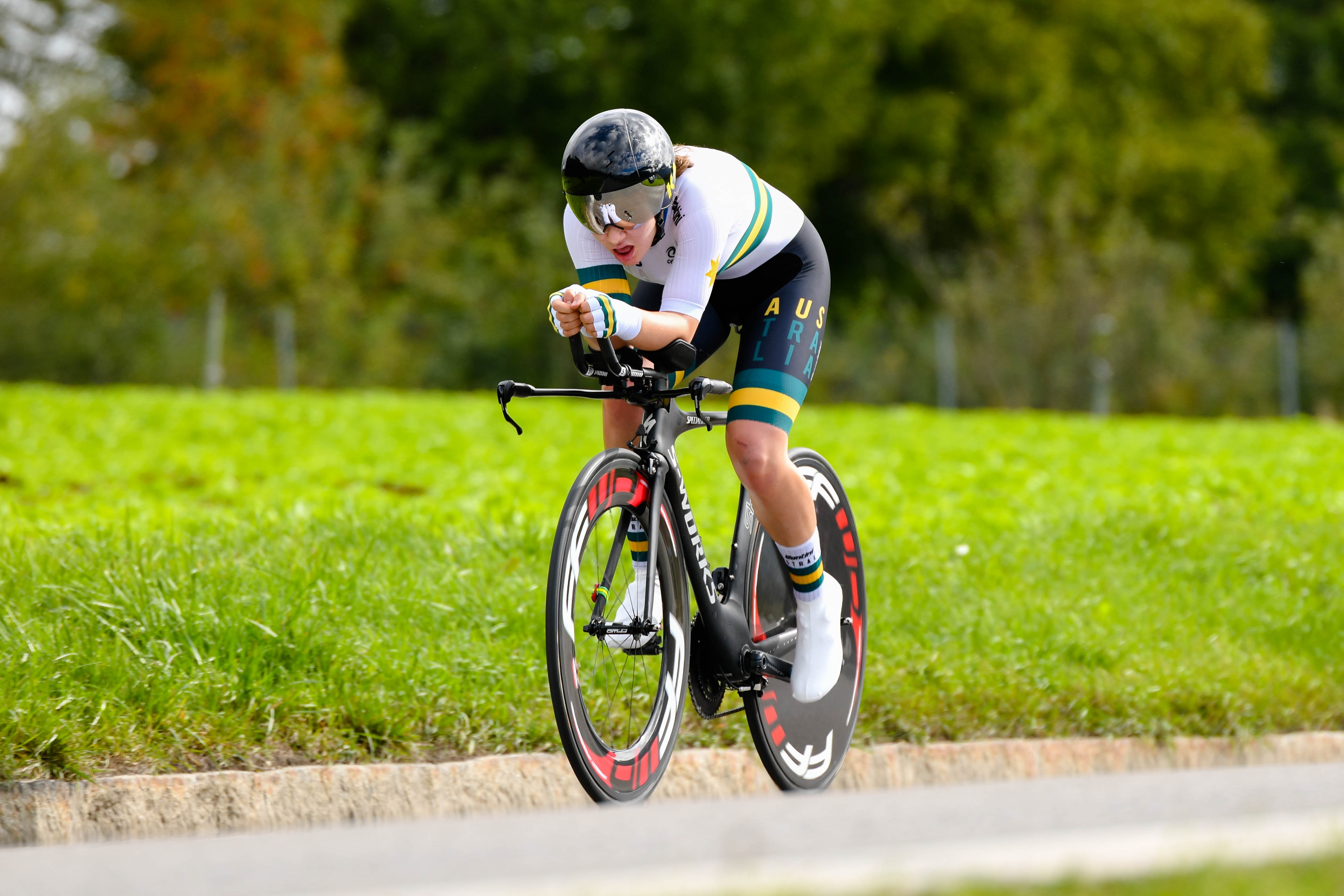
Gigante tijdens het WK tijdrijden 2018.

2018
 Oceanisch kampioene op de weg, junioren
 Australisch kampioene op de weg, junioren
 Australisch kampioene tijdrijden, junioren
2019
 Australisch kampioene op de weg, elite
 Oceanisch kampioene tijdrijden, beloften
2020
 Australisch kampioene tijdrijden, elite
 Wereldkampioenschap E-sports
2021
 Australisch kampioene tijdrijden, elite
2022
Emakumeen Nafarroako Klasikoa
2024
3e etappe Tour Down Under
Eindklassement Tour Down Under
2025
4e en 7e etappe Ronde van Italië
Bergklassement Ronde van Italië

### Resultaten in voornaamste wedstrijden
| Jaar | Ronde van Italië | Ronde van Frankrijk | Ronde van Spanje |
| ---- | ---------------- | ------------------- | ---------------- |
| 2021 |                  |                     |                  |
| 2022 |                  |                     |                  |
| 2023 |                  |                     |                  |
| 2024 |                  | 7e                  | 19e              |
| 2025 | ↑ (2)            | 6e                  |                  |

| Jaar | Gent-Wevelgem | Ronde van Vlaanderen | Amstel Gold Race | Luik-Bast.‑Luik | Dwars door Vlaanderen | Waalse Pijl | Brabantse Pijl |  | WK op de weg |
| ---- | ------------- | -------------------- | ---------------- | --------------- | --------------------- | ----------- | -------------- |  | ------------ |
| 2021 | 41e           | 61e                  | 79e              |                 | 11e                   | opgave      | 32e            |  |              |
| 2022 |               |                      |                  |                 | 110e                  |             | opgave         |  |              |
| 2023 |               |                      |                  |                 |                       |             |                |  |              |
| 2024 |               |                      | 72e              | 42e             |                       | 66e         | 32e            |  | 20e          |
| 2025 |               |                      |                  |                 |                       |             |                |  |              |

## Ploegen
- 2020 –  Team TIBCO-SVB
- 2021 –  Team TIBCO-SVB
- 2022 –  Movistar Team
- 2023 –  Movistar Team
- 2024 –  AG Insurance-Soudal Team
- 2025 –  AG Insurance-Soudal Team

Bruderer · Clevenger · Crooks · Dixon · Faulkner · Gigante · Kessler · Lucas · Malseed · Newsom · Peñuela · Ryan · Stephens
Buurman · Dixon · Erath · Ewers · Faulkner · Frain · Gigante · Honsinger · Kessler · Langley · Newsom · Peñuela · Smith · Stephens · Ward · Yonamine
Aalerud · Biannic · Erić · Gigante · González · Guarischi · Gutiérrez · Martín · Norsgaard · Oyarbide · Patiño · Rodríguez · Sierra · Van Vleuten
Aalerud · Biannic · Bjerg · Erić · Gigante · González · Gutiérrez · Lippert · Mackaij · Martín · Meijering (vanaf 1/5) · Oyarbide · Patiño · Rodríguez · Sierra · Van Vleuten
Benito · Bentveld (vanaf 24/4-tot 13/9) · Boogaard · Borgström · De Schepper (vanaf 14/6) · Ghekiere · Gigante · Goossens · Le Court · Louw · Masetti · Moolman-Pasio · Pluimers · Rijnbeek · Steigenga · Van de Velde · Wollaston
Bastiaenssen · Benito · Bentveld · Borgström · Bossuyt (vanaf 14/6) · Castrique · De Schepper · Ghekiere · Gigante · Goossens · Le Court · Louw · Manly · Masetti · Moolman-Pasio · Pluimers · Steigenga · Van de Velde · Verhulst-Wild · Žigart